# Otto a un faible pour les femmes
Pour plus de détails, voir Fiche technique et Distribution.
Otto a un faible pour les femmes (Otto ist auf Frauen scharf) est un film germano-autrichien réalisé par Franz Antel sorti en 1968.

## Synopsis
Otto Zander est un bureaucrate. Il ne fume pas, ne boit pas, ne va pas avec les femmes et vit pour son métier d'employé. Son travail est le même depuis des décennies et la seule pratique sportive qu'il a est de monter les escaliers. Un premier désordre arrive dans sa vie avec l'arrivée de la nouvelle secrétaire Annabelle. Quand un auditeur de la société-mère américaine se connecte pour vérifier les finances de la filiale autrichienne, Otto est en difficulté. Son patron Christian Bongert est un bon vivant et un coureur de jupons et a mis en place une garçonnière dans l'entrepôt n°6. Il détourne des fonds pour mener son train de vie. Le propriétaire majoritaire de la société, sa tante Berta, lui donne beaucoup.
Mais l'auditeur ne perd de vue son objectif à côté de l'attrayante Gloria Anden. Il découvre l'argent mis dans le sixième étage. Quand Christian comprend qu'il sera mis en faute, il montre un stratagème pour faire croise que l'étage est à Otto et qu'il est un obsédé. Christian demande à Otto de travailler dans la garçonnière devenue plus sobre. Comme il a l'habitude de laisser venir ses conquêtes, Otto se retrouve dans des situations compromettantes. Gloria qui est sceptique au début, croit que Christian récompense ainsi Otto pour l'excellent travail qu'il fournit.
Les policiers sont à la recherche d'Otto, pour lui remettre une mention élogieuse pour 25 ans de conduite sans accident. Comme personne ne sait à quoi il ressemble, Annabelle l'identifie sur une photo. Mais la photo vient par erreur illustrer une affiche de recherche d'un voleur de plusieurs millions de schillings. Otto fait bientôt l'objet d'une prime de dix mille schillings. Lorsqu'on comprend que la faillite de l'entreprise est due au train de vie de Christian, Otto passe dans la clandestinité et remet les livres de comptabilité à Annabelle. Il préfère se faire licencier plutôt qu'elle. Otto passe le temps avec Wackernagel, son ami depuis l'école, qui ne le reconnaît pas. Wackernagel est à son tour lui-même considéré comme un fou et tous deux finissent à l'asile psychiatrique, d'où Otto parvient à s'échapper dans la confusion.
Otto arrive sur le plateau du jeu télévisé Was bin ich, animé par Klemke. On croit qu'Otto est le personnage à deviner, mais Otto se fait passer pour le voleur et fuit à nouveau. Mais alors qu'ils se sont rendus au sixième étage, Christian et Gloria, qui le séduit pour le faire avouer, regardent l'émission, Christian avoue tout. Après être passé par un club hippie, un sauna pour femmes et une piscine appartenant à la police, Otto vole un uniforme et un véhicule de police et se rend à son bureau et amène Annabelle au sixième étage. C'est à ce moment qu'arrive Tante Bertha qui sait depuis les difficultés de l'entreprise. Elle espère que son entreprise retrouvera son indépendance. Seulement Gloria, qui est amoureuse de Christian, est la fille du propriétaire américain. Otto apparaît avec Annabelle. Les policiers sont prêts à lui sauter dessus quand on annonce l'arrêt du vrai voleur. Christian et Gloria ainsi qu'Otto et Annabelle se mettent en couple.

## Fiche technique
- Titre français : Otto a un faible pour les femmes[1]
- Titre original : Otto ist auf Frauen scharf
- Réalisation : Franz Antel assisté d'Otto Stenzel
- Scénario : Kurt Nachmann
- Musique : Johannes Fehring
- Direction artistique : Ferry Windberger
- Costumes : Sissy Windberger
- Photographie : Hanns Matula
- Son : Willy Brahmann
- Montage : Anneliese Artelt, Annemarie Reisetbauer
- Production : Carl Szokoll
- Sociétés de production : Neue Delta Filmproduktion, Terra Film Produktion
- Société de distribution : Constantin Film
- Pays d'origine :  Autriche  Allemagne de l'Ouest
- Langue : allemand
- Format : Couleurs - 2,35:1 - Mono - 35 mm
- Genre : Comédie
- Durée : 85 minutes
- Dates de sortie :
  - Allemagne de l'Ouest : 28 juin 1968.
  - France : 27 novembre 1968[2].

## Distribution
- Gunther Philipp : Otto Zander
- Dietmar Schönherr : Christian Bongert
- Teri Tordai : Gloria Anden
- Dany Sigel (de) : Annabelle
- Beppo Brem : Nigl
- Willy Millowitsch : Wackernagel
- Hubert von Meyerinck : Dr. Zwyfalt
- Werner Abrolat : Major Kroll
- János Csányi : Samson
- Heinz Erhardt : Klemke
- Marte Harell : Tante Bertha
- Uschi Mood : Tina
- Franz Muxeneder : Wurzeneder
- Mady Rahl : Mme Krause
- Ralf Wolter : Dr. Kobalt
- Hannelore Auer : Trixi
- Christiane Rücker : Maggie
- Edith Hancke : La femme à la garde-robe
- Rex Gildo : Le chanteur
- Vivi Bach : Une voyageuse à l'aéroport

## Source de la traduction
- (de) Cet article est partiellement ou en totalité issu de l’article de Wikipédia en allemand intitulé « Otto ist auf Frauen scharf » (voir la liste des auteurs).